# Guardistallo
Guardistallo är en ort och kommun i provinsen Pisa i regionen Toscana i Italien. Kommunen hade 1 220 invånare (2018).